# Modelat de part stress
El modelatge de tensions de peces és un mètode en enginyeria i especialment en electrònica per trobar un valor esperat per a la taxa de fallada dels components mecànics i electrònics d'un sistema. Es basa en la idea que com més components hi hagi al sistema, i com més estrès pateixin en funcionament, més sovint fallaran.
El modelatge del recompte de peces és una variant més senzilla del mètode, sense tenir en compte la tensió dels components.
Diverses organitzacions han publicat estàndards que especifiquen com s'ha de dur a terme el modelatge de tensions de les peces. Alguns de l'electrònica són:
- MIL-HDBK-217 (Departament de Defensa dels EUA)
- SR-332, Procediment de predicció de la fiabilitat per a equips electrònics
- HRD-4 (British Telecom)
- SR-1171, Mètodes i procediments per a l'anàlisi de la fiabilitat del sistema
- i molts altres

Aquests "estàndards" produeixen resultats diferents, sovint per un factor de més de dos, per al mateix sistema modelat. Les diferències il·lustren el fet que aquesta modelització no és una ciència exacta. Els dissenyadors de sistemes sovint han de fer el modelatge utilitzant un estàndard especificat per un client, de manera que el client pugui comparar els resultats amb altres sistemes modelats de la mateixa manera.
Tots aquests estàndards calculen una taxa de fallada global esperada per a tots els components del sistema, que no és necessàriament la taxa a la qual falla el sistema en conjunt. Els sistemes sovint incorporen redundància o tolerància a errors perquè no fallin quan falla un component individual.
Diverses empreses ofereixen programes per realitzar càlculs de modelització de tensions de peces. També és possible fer el modelatge amb un full de càlcul.
Tots aquests models assumeixen implícitament la idea de "falla aleatòria". Els components individuals fallen en moments aleatoris però a un ritme previsible, anàleg al procés de desintegració nuclear. Una justificació d'aquesta idea és que els components fallen per un procés de desgast, una decadència previsible després de la fabricació, però que la vida útil dels components individuals està àmpliament dispersa al voltant d'una mitjana molt llarga. Els errors "atzars" observats són llavors només els valors atípics extrems a la vora inicial d'aquesta distribució. Tanmateix, pot ser que aquesta no sigui tota la imatge.
Tots els models utilitzen bàsicament el mateix procés, amb variacions detallades.
- Identificar els components del sistema
  - Com ara R123, resistència de pel·lícula de carboni de 10 kOhm
- Per a cada component, determineu el model de component que cal utilitzar a partir de l'estàndard
  - Com ara "resistència, pel·lícula, < 1 megaohm" o "Connector, multi-pin"
- Des del model de component de l'estàndard, descobriu quin paràmetre de complexitat, si n'hi ha, es necessita i trobeu el valor d'aquest paràmetre per a aquest component
  - Com ara el recompte de pins per a un connector o el recompte de portes per a un xip
- A partir del model de components de l'estàndard, descobriu quina corba de tensió tèrmica s'aplica i trobeu el valor de la temperatura en funcionament per a aquest component
  - La taxa de fallada dels connectors pot canviar poc amb la temperatura, mentre que la dels condensadors pot canviar molt
- A partir del model de components de l'estàndard, descobriu quin paràmetre de tensió de la part es necessita, si n'hi ha, quina corba de tensió de la part s'aplica i trobeu el valor d'aquest paràmetre de tensió de la part per a aquest component en aquesta aplicació.
  - Una tensió parcial pot ser la potència aplicada com a fracció de la potència nominal del component, o la tensió aplicada com a fracció de la tensió nominal
- A partir del model de component de l'estàndard, trobeu la taxa de fallada bàsica d'aquest component i modifiqueu-la segons el paràmetre de complexitat, la temperatura de funcionament i la corba de tensió tèrmica, el paràmetre de tensió de la part i la corba de tensió de la part, amb l'aritmètica especificada per l'estàndard. Aquesta és la taxa de fallada esperada per a aquest component en aquesta aplicació
- Sumeu tots els resultats de cada component del sistema per trobar la taxa de fallada global de tots els components d'aquest sistema.